# Onifai
Onifai (en sard, Oniài) és un municipi italià, dins de la província de Nuoro. L'any 2007 tenia 766 habitants. És a la regió de Baronia, Limita amb els municipis de Galtellì, Irgoli, Orosei i Siniscola.
| Període | Identitat           | Partit        |
| ------- | ------------------- | ------------- |
| 2005-   | Giovanni Branchitta | Llista cívica |